# 2020 FA31

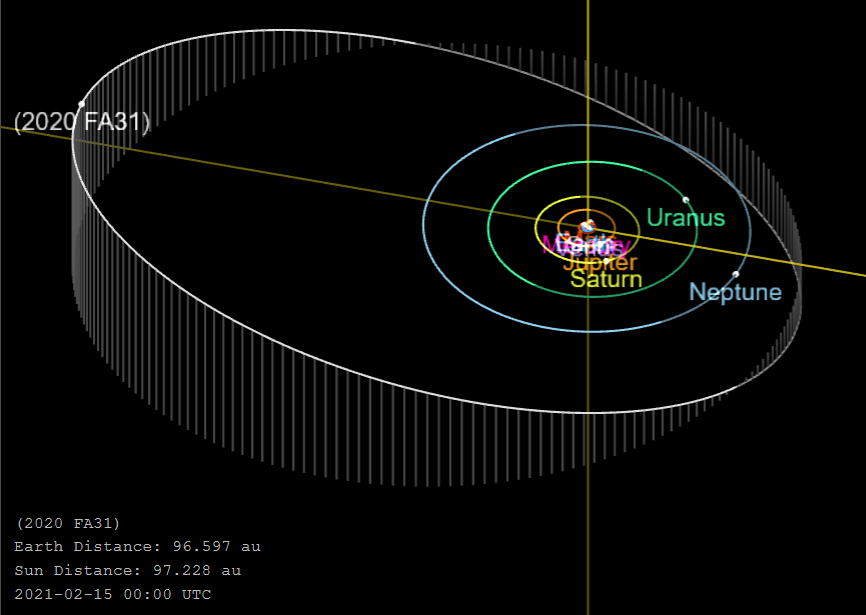
の軌道

2020 FA31とは、2020年3月24日にスコット・S・シェパード、デイヴィッド・トーレン、チャドウィック・トルヒージョによって太陽から97.2天文単位 (1.454×1010 km)離れた位置で発見された太陽系外縁天体である。2021年2月14日に発表された、太陽から最も遠い太陽系天体の1つである。